# José Antonio García (meksykański piłkarz)
José Antonio García Fernández (ur. 17 stycznia 1992 w mieście Meksyk) – meksykański piłkarz występujący na pozycji prawego obrońcy, obecnie zawodnik Pumas UNAM.

## Kariera klubowa
García pochodzi ze stołecznego miasta Meksyk i jest wychowankiem akademii juniorskiej tamtejszego klubu Pumas UNAM. Do pierwszej drużyny został włączony jako siedemnastolatek przez brazylijskiego szkoleniowca Ricardo Ferrettiego, pierwszy mecz rozgrywając w niej w sierpniu 2009 z gwatemalskim Comunicaciones (1:0) w ramach rozgrywek Ligi Mistrzów CONCACAF. W maju 2010, będąc zawodnikiem drugoligowych rezerw – Pumas Morelos, podczas kontroli antydopingowej w jego organizmie wykryto niedozwolony środek (metylofenidat), wskutek czego został on zawieszony przez federację piłkarską na sześć miesięcy. W meksykańskiej Primera División zadebiutował dopiero za kadencji trenera Guillermo Vázqueza, 21 sierpnia 2011 w przegranym 1:2 meczu z Pueblą. Premierowego gola w najwyższej klasie rozgrywkowej strzelił natomiast 4 marca 2012 w wygranej 2:0 konfrontacji z Tolucą i od tamtego czasu zaczął częściej pojawiać się na ligowych boiskach. Mimo to przez cały pobyt w Pumas nie potrafił sobie wywalczyć pewnego miejsca w wyjściowym składzie.
Latem 2015 García został wypożyczony do drugoligowej ekipy Zacatepec Siglo XXI, w której barwach spędził rok, grając w pierwszym składzie, lecz nie odniósł większych sukcesów.

## Statystyki kariery
| Pumas Morelos | 2009–2010 | Meksyk | Ascenso MX | 2  | 0 | —  | — | —   | —  | — | 2  | 0 |
| UNAM          | 2009–2010 | Meksyk | Liga MX    | 0  | 0 | —  | — | LMC | 6  | 0 | 6  | 0 |
| UNAM          | 2010–2011 | Meksyk | Liga MX    | 0  | 0 | —  | — | —   | —  | — | 0  | 0 |
| UNAM          | 2011–2012 | Meksyk | Liga MX    | 11 | 1 | —  | — | LMC | 6  | 2 | 17 | 3 |
| UNAM          | 2012–2013 | Meksyk | Liga MX    | 17 | 0 | 6  | 0 | —   | —  | — | 23 | 0 |
| UNAM          | 2013–2014 | Meksyk | Liga MX    | 15 | 0 | 2  | 0 | —   | —  | — | 17 | 0 |
| UNAM          | 2014–2015 | Meksyk | Liga MX    | 0  | 0 | —  | — | —   | —  | — | 0  | 0 |
| Zacatepec     | 2015–2016 | Meksyk | Ascenso MX | 26 | 0 | 2  | 0 | —   | —  | — | 28 | 0 |
| UNAM          | 2016–2017 | Meksyk | Liga MX    | 0  | 0 | —  | — | LMC | 0  | 0 | 0  | 0 |
| Ogółem        | Ogółem    | Ogółem | Ogółem     | 71 | 1 | 10 | 0 | LMC | 12 | 2 | 93 | 3 |

Legenda:
- LMC – Liga Mistrzów CONCACAF